# André de Korver
André de Korver (Willemsdorp, 20 juni 1915 - Dordrecht, 25 februari 1990) was een Nederlands wielrenner.
De Korver heeft een lange carrière als professioneel wielrenner gehad van 1936 tot 1951. Hij nam driemaal deel aan de Ronde van Frankrijk. In 1939 haalde hij de eindstreep met een 28e plaats in het eindklassement en een tweede plaats in de 7e etappe. In 1947 en 1949 stond hij ook aan de start van de Tour, maar hij behaalde beide malen niet de eindstreep in Parijs.
Zijn meest aansprekende prestatie was een etappeoverwinning in de Ronde van Nederland in 1948.

## Belangrijkste overwinningen
1936
- Nederlands kampioenschap Interclubs

1937
- Nederlands kampioenschap Interclubs

1948
- Acht van Chaam
- 5e etappe deel b Ronde van Nederland

1950
- Rotterdam (achter dernies)

## Resultaten in voornaamste wedstrijden
| Jaar | Ronde van Italië | Ronde van Frankrijk | Ronde van Spanje |
| ---- | ---------------- | ------------------- | ---------------- |
| 1939 |                  | 28e                 |                  |
| 1947 |                  | opgave              |                  |
| 1949 |                  | opgave              |                  |

| Jaar | Ronde van Vlaanderen |
| ---- | -------------------- |
| 1939 |                      |
| 1947 |                      |
| 1949 | 43e                  |

## Ploegen
- 1949 - Magneet TWC Maastricht
- 1949 - Amefa N.V.
- 1950 - Magneet TWC Maastricht
- 1951 - Prisma